# Qián (I Ching)
Qián (em chinês pinyin) (乾) ou ken em japonês , é um dos oito trigramas básicos do Bāguà, elemento estruturante do I Ching.
Também grafado Ch’ien, este conceito chinês pode ser associado ao Céu (天), ao elemento Metal (金), ao planeta Netuno (海王星), ao Pai, ao Criador.
Três linhas sólidas são utilizadas para simbolizar o céu. O céu é forte e tem um poder divino para promover um infinito espaço para acomodar tudo. Usar três linhas sólidas para representar o céu é muito apropriado, por este ser o responsável pelo “grande início”. Qián também se refere aos signos Cão (zodíaco) e Porco (zodíaco) e recebe o nome de Inui! Cão e Javali se dão muito bem quanto na vida pessoal e profissional.